# Augustin de Lestrange
Augustin de Lestrange S.OCist (* 19. Januar 1754 in Colombier-le-Vieux, Département Ardèche; † 16. Juli 1827 in Lyon) war ein französischer Trappistenabt, Ordensreformator und Klostergründer.

## Leben und Werk

### Aufstieg zum Generalvikar mit 26 Jahren
Louis-Henri de Lestrange (zeitgenössische Aussprache Létrange) wurde im nördlichen Vivarais als zwölftes von zwanzig Kindern geboren. Sein Vater gehörte zum verarmten Kleinadel der Region, seine Mutter war väterlicherseits irischer Abstammung. Zur Schule ging er ab 7 Jahren in Clamecy, später auf das Collège von Tournon-sur-Rhône. Von 1770 bis 1772 studierte er scholastische Philosophie am Seminar St Irénée in Lyon, ab 1772 (auf Betreiben des Erzbischofs von Vienne, Jean-Georges Lefranc de Pompignan) Theologie am Priesterseminar St. Sulpice (Paris), wo er sich als einer der Besten hervortat. Zu seinem Abschlussjahrgang gehörten Charles-Maurice de Talleyrand-Périgord und Kardinal Anne-Louis-Henri de La Fare (1752–1829). 1776 wurde er zum Diakon geweiht, studierte Rechtswissenschaft und wurde in Lyon eingesetzt. 1778 zum Priester geweiht, wurde er im Mai 1780 zum Generalvikar im Erzbistum Vienne ernannt.

### Novizenmeister in La Trappe
Fünf Monate später machte er eine überraschende Kehrtwende. Er floh aus seinem Amt und trat gegen den erklärten Willen seiner Familie in das berühmte, in der strengen Observanz von Rancé stehende Zisterzienserkloster La Trappe (bei Alençon) ein und nahm den Ordensnamen Augustin an. Ein Jahr später legte er die Gelübde ab und wurde zum Sub-Novizenmeister, 1785 zum Novizenmeister und Beichtvater im Kloster ernannt. Für seine Novizen schrieb er unverzüglich ein umfängliches Korpus von Instruktionen, in denen das Mönchsleben als täglicher Kampf dargestellt wird.

### Reaktion von La Trappe auf die Französische Revolution
Als die Französische Revolution am 13. Februar 1790 alle Orden aufhob, zeigte sich der Konvent von La Trappe unschlüssig und gespalten, umso mehr als der Abt eine Woche zuvor gestorben war. Prior Gervais-Protais Brunel (1744–1794, als Märtyrer seliggesprochen 1995) hoffte auf eine Verhandlungslösung und setzte auf Abwarten. Lestrange war für eine Neugründung im Ausland, hatte aber zu gehorchen. Die den Konvent am 21. November 1790 befragenden Kommissare der Revolution (die den Mönchen gewogen waren) erhielten folgendes Bild: Unter den Chormönchen wollten 42 (von 53) unter allen Umständen in ihrem Kloster bleiben, unter den Konversen 24 (von 37). Zu Lestrange steht im Abschlussbericht: „Glühender Fanatiker. Reformator. Man fürchtet im Hause, ihn zum Oberen zu bekommen“ (Fanatique ardent. Réformateur. On craint dans la maison qu’il ne devienne supérieur).

### Vorbereitung einer Neugründung im Ausland
Im Februar 1791 wurde offenkundig, dass das Kloster nicht zu halten war. Prior Gervais (der ihn noch im November seines Amtes als Novizenmeister enthoben hatte) gab Lestrange freie Hand für die auf der Basis seiner zahlreichen Kontakte seit einiger Zeit verfolgten Umsiedlungspläne. Versuche in Flandern und im Bistum Trier schlugen fehl. Erfolgreich war hingegen die Vermittlung des Erzbischofs von Besançon zum in Freiburg im Üechtland residierenden Bischof von Lausanne, Bernhard Emanuel von Lenzburg (1723–1795), der gleichzeitig Abt des Zisterzienserklosters Hauterive war. Lestrange, dem eine Neugründung im Geiste Rancés vorschwebte, machte sich auf die Reise, holte die Zustimmung des Nuntius und des in der zisterziensischen Hierarchie übergeordneten Abts von Clairvaux, Louis-Marie Rocourt, ein und erreichte im Kanton Freiburg am 12. April 1791 die Erlaubnis zur Besiedlung (durch höchsten 24 Mönche) der leerstehenden Kartause La Valsainte in 1000 m Höhe südlich von Freiburg.

### Abt von La Valsainte
Lestrange suchte sich in La Trappe die besten Mitstreiter (vor allem junge) aus, die seinen Ansprüchen an Eifer, Gehorsam und Armut genügten, und brach am 1. Mai 1791 mit 22 Mitbrüdern auf (5 Priester, 8 weitere Chormönche, 7 Konversen, 2 Chornovizen und 1 Konversennovize), durchquerte unbehelligt Paris (was ab dem 6. August hätte tödlich enden können) und langte am 1. Juni in La Valsainte an. Am 10. November 1794 wurde Lestrange offiziell (per Akklamation) zum Abt gewählt, am 8. Dezember 1794 La Valsainte offiziell zur Abtei erhoben („des Ordens und der Kongregation von Notre-Dame de La Trappe“). Es war die erste trappistische Klostergründung außerhalb Frankreichs.

### Der Reformator
Nach dem Vorbild von Rancé publizierte Lestrange unverzüglich sein eigenes Regelwerk unter einem langen Titel, der die Beweggründe und die Methode erklärt (hier ins Deutsche übersetzt):
Regeln des Hauses Gottes [Klosters] Unserer lieben Frau von La Trappe durch den Herrn Abt von Rancé; neu geordnet und erweitert um die besonderen Verhaltensnormen des Hauses Gottes von La Val-Sainte Unserer lieben Frau von La Trappe im Kanton Freiburg in der Schweiz, durch die ersten Mönche dieses Klosters ausgewählt und entnommen aus dem, was mit größter Klarheit in der Regel des Hl. Benedikt, mit größter Reinheit in den Konstitutionen von Cîteaux, mit größter Verehrungswürdigkeit im Ordensritual verzeichnet ist, und schließlich aus dem, was in ihren eigenen Beratungen das Durchdachteste war, entsprechend ihrem Wunsch nach Erneuerung des Geistes ihrer Lebensform und nach genauestmöglichem Eintreten in die Spuren des Hl. Bernhard.
Es ging also um die Erneuerung des Reformgeistes durch Rückkehr zu den Quellen (Kirchenväter, Benedikt von Nursia, Cîteaux, Bernhard von Clairvaux, Rancé). Seine Devise lässt sich zusammenfassen mit: Nicht Rancé abschreiben, sondern im Geiste Rancés neu nachdenken; sich fragen: Wie hätte Rancé heute gehandelt? Lestranges Antwort war: durch Verschärfung der Regelauslegung. Strenge sei anziehender als Laschheit, meinte er. Die Meinung, es gehe bei der Neugründung um Sühne für die Untaten der Revolution, ist historisch unbelegt. Lestrange war von begeisterten jungen Männern umgeben, die er schon als Novizenmeister auf sich eingeschworen hatte. Der Aufbruchsgeist (und das bedeutete Verschärfungsgeist), der herrschte, geht klar daraus hervor, dass der später zur alten Regel zurückkehrende Eugène de Laprade (1764 bis 1816) im ersten Gründungseifer vorschlug, nur jeden zweiten Tag zu essen. Sein Vorschlag wurde abgelehnt. Die Lestrange-Reform war, nach Cîteaux und der Rancé-Reform, die dritte Reform des Zisterzienserordens.

### Weitere Klostergründungen
Aufgrund der sich ausbreitenden Bekanntheit des Klosters (nicht zuletzt durch von Lestrange ausgehende Publikationen, die er in ganz Europa organisiert zu vertreiben wusste) kam es zu einem Zulauf von bis zu 150 Personen, viel mehr als vertraglich erlaubt. Deshalb ging Lestrange in die Offensive und schickte in der Zeit von 1793 bis 1796 neun verschiedene Gründungstrupps in alle Welt. Es kam zur Gründung von Westmalle (1794, Peugniez S. 364), Lulworth (1794, Peugniez S. 924), Rosenthal-Darfeld (1795, Peugniez S. 569), Kloster Trapa von Santa Susana (1796), Sordevolo (1796, Peugniez S. 664) und dem Frauenkloster Sembrancher (1796, Peugniez S. 627), heute Abbaye Notre-Dame de Bon-Secours, sowie dem Männerkloster Sembrancher (1796 bis 1798) als Sammelkloster unter Prior Urbain Guillet für die von dem Trappisten Gérard Boulangier (1747 bis 1795) im September 1791 nach Rüttenen-Widlisbach (1791 bis 1793, Peugniez S. 619) und Saint-Pierre-de-Clages (1793 bis 1796, Peugniez S. 627) geführten Trappisten aus La Trappe. Einige Versuche scheiterten, namentlich Malta, Ungarn und Russland. Auch kam man vorerst nicht, wie von Lestrange befohlen, in die Vereinigten Staaten.

### Auszug nach Russland (Odyssee 1)
Die wachsende Macht Frankreichs führte dazu, dass der Kanton Freiburg am 8. Januar 1798 alle französischen Immigranten auswies. 254 Personen (darunter 60 Knaben und 40 Mädchen aus den Schulen des Dritten Ordens) setzten sich auf Befehl von Lestrange in drei Gruppen zu Fuß in Bewegung Richtung Russland. Die strengen Regeln des Klosterlebens wurden auch unterwegs eingehalten. Dieses Wanderkloster, dessen Zusammenhalt ganz in der Hand von Lestrange lag, der hoch zu Ross wie ein Feldherr von Gruppe zu Gruppe sprengte, hatte sich nicht als auf der Flucht zu fühlen, sondern als mit einer Mission begabt: den Reformgeist Rancés unter allen Umständen zu erhalten. Der Zug ging über Konstanz, Kloster Wald, Augsburg, Donauwörth, Engelszell, Wien, Krakau, Brest-Litowsk bis Orscha (heute Belarus), wo der Zar ein Kloster zur Verfügung gestellt hatte (nicht zuletzt weil sich unter den Nonnen die Prinzessin Louise-Adélaïde de Bourbon-Condé, 1757–1827, befand) und wo man am 20. September 1798 ankam.

### Rückkehr nach Deutschland und in die Schweiz (Odyssee 2)
Inzwischen wusste Lestrange aber schon, dass die russische Lösung nicht tragbar war, weil die von ihm geprägte Klosterregel vom Zar nicht geduldet wurde. Er verließ Orscha allein zu Pferd, bereitete den Rückzug in Hamburg und Darfeld vor und führte eine im Stift Göttweig wegen Erkrankung hängen gebliebene Gruppe von 60 Personen ebenfalls nach Orscha (Ankunft Juli 1799). Da Lestrange sich den Vorstellungen des Zars nicht fügte, wurden die Trappisten im März 1800 wieder ausgewiesen und begaben sich neuerlich auf Wanderschaft. Die von Lestrange angepeilten Vereinigten Staaten erwiesen sich als unerreichbar (er war eigens zu dem Behufe nach Lulworth gereist). Die Gruppe lebte in Hamburg und ab März 1801 in Darfeld. Der Wandel der politischen Verhältnisse (Konkordat von 1801) erlaubte nun sogar eine Rückkehr in die Schweiz. Am 9. März 1802 kam Lestrange in La Valsainte an. Unweit davon wurde das Frauenkloster Riedera (1804, Peugniez S. 625) gegründet und auch der Schulbetrieb wieder aufgenommen.

### Weitere Neugründungen, sogar in Frankreich
Bis 1808 kam es nun zu einer Zeit des relativen Wohlwollens Napoleons (vor allem seines Ministers Jean-Étienne-Marie Portalis, verstorben im August 1807) den Trappisten gegenüber, denen eine gewisse Nützlichkeit im Staate zugestanden wurde. Lestrange hoffte sogleich auf Möglichkeiten der Rückgründung in Frankreich und verhielt sich Napoleon gegenüber in einer Weise, die von manchen seiner Mitbrüder als Anbiederung empfunden wurde. An Neugründungsversuchen sind die folgenden zu nennen: Urbain Guillet wurde in die Vereinigten Staaten geschickt (letztlich erfolglos); Stapehill (1802, Peugniez S. 924), Monte Soratte bei Rom (1802–1809, Peugniez S. 689); La Cervara bei Rapallo (1804–1811, Peugniez S. 642); ein Hospiz in Montgenèvre; Kloster Grosbois (Yerres), Peugniez S. 169; Frauenkloster in Valenton; Mont Valérien (dort Besuch von Napoleon und Marie-Louise 1810).

### Lestranges Angreifbarkeit
Lestrange zeigte innerhalb seiner Klostergemeinschaft zwei Schwächen: Zum einen verpflichtete er seine Mitbrüder zu mehr und mehr Bußübungen. Die Härte der Observanz belastete sie, einige Mönche begannen, sie als unmenschlich abzulehnen. Die andere Schwäche war die Nichtbeachtung der Stabilitas loci; ein zisterziensischer Ordensoberer hatte am Ort zu sein, statt, wie Lestrange, ständig auf Reisen. Hinzu kam, dass er finanziell autokratisch verfuhr, was vor allem das relativ gut funktionierende Kloster Darfeld zu spüren bekam, das er durch Abziehung aller Gewinne (und oft auch von Personen) rücksichtslos in hohe Schulden trieb. Dort kam es zur Meuterei. Das Kloster wählte einen eigenen Abt (Eugène Bonhomme de Laprade) und kehrte am 21. Juni 1808 mit Bestätigung durch den Papst zur Regel von Cîteaux (Fassung Rancé) zurück.

### Bruch mit Napoleon, Verfolgung und Flucht nach Amerika, Rückkehr
Zum Bruch mit Napoleon kam es, als dieser den Papst gefangen setzte, von allen Priestern einen Treueeid verlangte und Lestrange (nach Besuch beim Papst) den Mönchen von La Cervara befahl, den bereits geleisteten Eid zu widerrufen (schriftlich am 4. Mai 1811, öffentlich am 16. Juli). Am 18. Juli erging der Befehl zur Festnahme von Lestrange, am 28. Juli das Dekret zur Aufhebung aller Trappistenklöster und zur Festnahme aller Trappisten. Die Mönche von La Cervara wurden in Korsika eingekerkert. Die Darfelder Mönche und Nonnen kamen in Köln und bei Lüttich unter und wurden toleriert. Westmalle lebte auf Höfen in der Nähe weiter. La Valsainte wurde 1812 evakuiert. Lestrange, der sich in einem Hotel in Bordeaux befand, weil er in die Vereinigten Staaten auszureisen hoffte, floh über Lyon, La Valsainte, Konstanz, Augsburg, Nürnberg, Dresden, Prag, Wien, Breslau, Berlin, Königsberg, Memel, Riga für acht Monate nach England ins Kloster Lulworth. Von dort reiste er im April 1813 nach Martinique (drei der sechs mitgenommenen jungen Mönche empörten sich gegen seine Strenge), wurde dort festgesetzt, erreichte aber seine Ausreise in die Vereinigten Staaten, wo er im Dezember ankam. Dort verlor er alle Illusionen über das Land der unbegrenzten Möglichkeiten, derweil sich in Europa die politische Situation günstig gestaltete. Am 22. November 1814 war er wieder in Le Havre. Von März bis September 1815 war er neuerlich auf der Flucht vor Napoleon in Stapehill. Im Dezember 1815 beschloss er die Schließung von La Valsainte und Rückführung nach Frankreich. 1816 folgten die Trappistinnen von Riedera.

### Gründungen und Besiedelungen in der Restaurationszeit
Während es vor der Revolution nur ein einziges Trappistenkloster gab, kam es nach dem Sturz Napoleons durch die Mitstreiter von Lestrange zu einer Serie von Neugründungen oder Wiederbesiedelungen im Geiste der strengen Observanz, nach der immer noch schismatischen Lestrange-Regel. Im Dezember 1815 wurde das von Abt Laprade gekaufte und Lestrange überlassene Kloster La Trappe wiederbesiedelt. Im Januar 1816 gründete Prior Étienne Malmy das Kloster Aiguebelle. Im Mai 1816 wurde das Kloster Bellefontaine (Peugniez S. 274) durch Urbain Guillet wiederbesiedelt. Im August 1817 kam Abt Antoine Saulnier de Beauregard von Lulworth mit 60 Mönchen zur Wiederbesiedelung von Kloster Melleray. 1820 gründete Lestrange ein Kloster in Saint-Aubin-de-Médoc, das bis 1828 hielt. Der Trappist Augustin Onfroy (1777 bis 1857) aus dem Kloster Grosbois gründete 1824 Kloster Bricquebec (Peugniez S. 254). Die Nonnen von Valenton gingen nach Mondaye (in Juaye-Mondaye, Département Calvados), die von La Riedera gründeten im Mai 1816 unweit von La Trappe Les Forges (bis 1821, dann Notre Dame des Gardes, Peugniez S. 276), andere gingen über Frénouville bei Caen (das nicht zu halten war) im Frühling 1817 nach Lyon-Vaise (Abbaye Notre-Dame de la Consolation de Vaise, Peugniez S. 349).
Auch die von Abt Laprade angeführte Gruppe, die nach der Rancé-Regel lebte, gründete: zuerst Kloster Port-du-Salut (1815, Peugniez S. 282), dann Kloster Le Gard (1817), das später nach Kloster Sept-Fons übersiedelte. Die Nonnen gründeten 1816 in Laval das Kloster Sainte-Catherine, das später nach La Coudre (Peugniez S. 280) umziehen sollte. Abt Laprade, der unermüdlich für die Seinen gewirkt hatte, starb 1816. Sein Nachfolger wurde in Port-du-Salut Bernard de Girmont, vom Papst bestätigt als erster Abt des ersten in Frankreich wieder eröffneten Klosters. Die noch in Darfeld verbliebenen (meist deutschsprachigen) Trappisten und Trappistinnen wurden 1825 in die Abtei Oelenberg verlegt.

### Beschwerde der Bischöfe beim Papst
Für den Despoten und Tatmenschen Lestrange, der seit 25 Jahren beträchtliche Energie in die Erhaltung des zisterziensischen Ideals mittels Verschärfung gesteckt hatte, war die Restaurationszeit unter den Bourbonen Ludwig XVIII. und Karl X. weniger günstig als gedacht. Zwar bezog er jetzt vom Staat eine Pension, doch war die Regierung dem als eigenmächtig und extravagant verschrienen Lestrange nicht gewogen. Da Staat und Kirche eher gallikanistisch dachten, er hingegen ultramontan, und da es zur problemlosen Wiederzulassung der Orden in der Kammer der Diplomatie gegenüber der Linken bedurft hätte, er aber erzroyalistisch und undiplomatisch war, vergingen für ihn von 1815 bis 1825 zehn Jahre fruchtloser Eingaben und Verhandlungen. Hinzu kam ein zunehmender Widerstand, einmal der Klöster, die seine Willkürherrschaft immer weniger vertrugen, und zum andern der Bischöfe, deren Autorität er ignorierte, namentlich des Bischofs von Sées, in dessen Bistum La Trappe lag. Als dieser sich in Rom über den außer aller Kontrolle agierenden Lestrange beschwerte, gab ihm der Papst 1822 in allen Punkten recht. Lestrange reagierte mit Umzug seines Klosters nach Bellefontaine und einer Romreise zu seiner Rechtfertigung.

### Lestrange in Rom
Von Juli 1825 bis Juni 1827 wartete Lestrange in Rom auf eine Entscheidung des Papstes. Er verlangte für sich Rechtsgewalt über alle aus La Valsainte hervorgegangenen Klöster, einschließlich der aus Darfeld stammenden, also insgesamt inzwischen 17 Klöster mit (nach seiner Aufstellung) 800 Mönchen und Nonnen. Die Vorwürfe der Bischöfe bezogen sich auf: Länge der Offizien, übermäßige Handarbeit, unzureichende Ernährung, eigenmächtige Verfügung über den Klosterbesitz (über den Kopf der Ortsoberen hinweg), übertriebene Bußübungen, ständiges Abzapfen von Personal aus den Klöstern. Rom drang auf Besuch und Befragung der Klöster. Das Ergebnis war für ihn nicht günstig. Nur die Klöster Sainte-Baume (im Massif de la Sainte-Baume), Aiguebelle und Lyon-Vaise erkannten seine Autorität bedingungslos an.

### Rückkehr von Rom und Tod in Lyon
Am 4. Juli 1827 entschied sich der Papst für die Neuwahl eines Ordensoberen in Frankreich, doch war Lestrange bereits nicht mehr in Rom. Er wollte in Bellefontaine nach dem Rechten sehen und war am 25. Juni in Marseille. Beim Besuch seines Klosters Sainte-Baume rutschte der schon geschwächte Lestrange aus und schlug mit dem Kopf auf. Dennoch zog er weiter nach Aiguebelle und von dort nach Lyon-Vaise, wo er am 12. Juli ankam und am 16. verstarb. Sein Leichnam wurde einbalsamiert; heute ruht der Kopf in Bellefontaine und der Rumpf in La Trappe.

### Die Trappisten nach Lestrange
Zu seinem Nachfolger wurde vom Papst der Abt von Melleray bestimmt. Die Trappisten wurden 1847 in solche der Lestrange-Regel und solche der Rancé-Regel getrennt und 1892, anlässlich der Errichtung des Trappistenordens, wieder vereint. Seit 1902 heißen sie Ordo Cisterciensium Strictioris Observantiae (OCSO, Zisterzienserorden der strengeren Observanz). Die Allgemeine Observanz (OCist) wurde in Frankreich offiziell erst wieder 1857 lebendig, als der Papst die Gründung von Sénanque bestätigte. Auch die Benediktiner wurden erst 1837 durch Prosper Guéranger in der Abtei Saint-Pierre de Solesmes wiedergegründet. Man sieht daran, welches Verdienst Lestrange zukommt, bei aller Umstrittenheit seiner außergewöhnlichen Persönlichkeit.

## Werke (Auswahl)
- Réglemens de la Maison-Dieu de Notre-Dame de la Trappe par Mr. l'abbé de Rancé; mis en nouvel ordre & augmentés des usages particuliers de la Maison-Dieu de la Val-Sainte de Notre-Dame de la Trappe au canton de Fribourg en Suisse, choisis & tirés par les premiers religieux de ce monastère de tout ce qu’il y a de plus clair dans la Règle de St Benoit, de plus pur dans les Us et les Constitutions de Citeaux, de plus vénérable dans le Rituel de l’Ordre, et enfin de plus réfléchi dans leurs propres délibérations, en conséquence du dessein qu’ils formèrent de se renouveler dans l’esprit de leur état et de suivre les traces de St. Bernard du plus près qu’ils pourraient, 2 Bde., Fribourg, Piller, 1794, 1795 (xxv, 454, 536 Seiten).
- Relation de ce qui s'est passé à Rome, dans l'envahissement des états du St-Siège par les François, et fermeté du Saint-Père pour défendre l'Église, ou pièces officielles et authentiques qui ont paru à ce sujet, London, 1812.
- Conversations de dom Augustin, abbé de la Valle-Sainte de Notre-Dame de la Trappe en Suisse, avec des petits enfans de son monastère, suivies d'un Recueil de maximes spirituelles et d'avis salutaires sur l'oraison, Paris, Leclère, 1798; Lyon, Rusand, 1832.
- Office de la très-sainte volonté de Dieu, Cholet, F. Lainé, 1843.